# 겐코 (1321년)
겐코(元亨, げんこう/げんきょう)는 일본의 연호(元号) 중 하나이다.
- 전후 : 겐오(元応) 이후 - 쇼추(正中) 이전.
- 시기 : 1321년 ~ 1323년
- 천황 : 고다이고 천황
- 쇼군 : 가마쿠라 막부의 모리쿠니 친왕
- 싯켄 : 호조 다카토키

## 개원(改元)
- 겐오 3년 2월 23일(율리우스력 1321년 3월 22일), 신유혁명에 해당해 개원.
- 겐코 4년 12월 9일(율리우스력 1324년 12월 25일), 쇼추로 개원된다.

## 출전
『주역·대유괘』의 「其徳剛健而文明、応乎天時而行、是以元亨」.

## 겐코 시기에 일어난 일
- 원년
  - 12월 : 고우다 법황의 인세이(院政)가 정지되고, 고다이고 천황이 친정(親政)을 개시하다.
- 2년
  - 8월 : 고칸시렌이 『겐코샤쿠쇼(元享釈書)』를 지어 진상하다.
  - 쓰가루 안도 씨와 에조의 다툼이 격화되다.

## 서력과의 대조표
| 겐코 | 원년   | 2년    | 3년    | 4년    |
| ---- | ------ | ------ | ------ | ------ |
| 서력 | 1321년 | 1322년 | 1323년 | 1324년 |
| 간지 | 신유   | 임술   | 계해   | 갑자   |

## 같이 보기
- 일본의 연호 일람
- 원형(元亨) : 대리국의 연호(1185년 ~ ?).

| 이전 겐오 | 일본의 연호 1321년 ~ 1324년 | 다음 쇼추 |